# Melittia umbrosa
Melittia umbrosa is een vlinder uit de familie wespvlinders (Sesiidae), onderfamilie Sesiinae.
Melittia umbrosa is voor het eerst wetenschappelijk beschreven door Zukowsky in 1936. De soort komt voor in het Neotropisch gebied.